# هونگ تن
کیم هونگ یول (کره‌ای: 김홍열؛ ۲۷ دسامبر ۱۹۸۴) که بیشتر با نام هنری هونگ تِن (انگلیسی: Hong 10) شناخته می‌شود، رقصنده بریک اهل کره جنوبی است.